# Ballet de Cámara de Jalisco
El Ballet de Cámara de Jalisco es una compañía surgida en 1981 en la ciudad de Guadalajara, Jalisco, México como un proyecto de nivel profesional que desde hace 25 años ha tenido actuaciones ininterrumpidas en Guadalajara y en distintos escenarios de la república. Además de su amplitud de montajes también se ha caracterizado por generar bailarines de calidad, muchos de los que después de concluir el proceso de ocho años que se lleva en el BCJ, han emigrado a ensambles como la Compañía Nacional de Danza, el Ballet de Monterrey o el Ballet de Boston, mientras que otros regresan al BCJ.
- Datos: Q5717356